# Gircsi
Az Új Politikai Közép — Gircsi (grúzul: ახალი პოლიტიკური ცენტრი — გირჩი), ismertebb nevén csak simán Gircsi (grúzul: გირჩი) egy liberális politikai párt Grúziában. 2016-ban alakult meg olyan politikusokból, akik korábban az Egyesült Nemzeti Mozgalom színeiben politizáltak. A párt magát egy libertanarista, nyugatpárti erőként definiálja, melynek célja az, hogy Grúzia az EU és NATO tagja legyen.

## Története
A Gircsi 2016 áprilisában alakult meg, ám csak egy hónappal később jegyezték be őket mint politikai párt. A Gircsi volt az első olyan grúziai online párt, amely elutasította a szokásos pártstruktúrát és a politikai kampány módszereit azzal, hogy a Facebookot választotta tevékenységei fő központjának és a kommunikációs platformjának.
2020-ban a párt tagságának egy része Gircsi – Több Szabadság néven új pártot alapított.
Érdekesség, hogy a Gircsi volt az első olyan politikai párt a világon, amely kriptovalutában kezdett pénzt gyűjteni.

## Választási eredmények
| Választás | Szavazatok száma | Szavazatok aránya | Mandátumok száma | Mandátumok aránya | Parlamenti szerepe |
| --------- | ---------------- | ----------------- | ---------------- | ----------------- | ------------------ |
| 2020-as   | 55 598           | 2,89%             | 4                | 2,67%             | ellenzék           |
| 2024-es   | 62 223           | 3,00%             | 0                | 0%                | parlamenten kívüli |